# Бритьман Євдокія Михайлівна
Євдокія Михайлівна Бритьман (1911, м. Миргород Полтавської області — ?) — українська бандуристка.

## Життєпис
Євдокія Михайлівна Бритьман народилася в 1911 році в місті Миргород Полтавської області. Змалку любила співати. Була учасницею церковного хору, голос — сопрано.
Від 1929 року учасниця Миргородського народного хору під керуванням В. П. Галченка.